# Figaro (рід)
Figaro — рід акул родини Котячі акули. Має 2 види. Тривалий час розглядався як частина роду пилкохвостих котячих акул. Лише у 2008 році виокремлено в самостійний рід.

## Опис
Загальна довжина представників цього роду коливається від 42 до 61 см. Голова помірно довга. Очі помірно великі, овальні або мигдалеподібні, горизонтального розміру, з мигальною перетинкою. Зіниці щілиноподібні За очима є невеличкі бризкальця. Губні борозни довгі. Рот великий та довгий. Зуби дрібні з багатьма верхівками. У неї 5 пар коротких зябрових щілин. Тулуб стрункий. Грудні плавці у різних видів цього роду відрізняються. Має 2 спинних плавця. Черевні плавці невеличкі. Хвостовий плавець середнього розміру з подвійним гребенем на нижній стороні.
Забарвлення сіро-коричневе. Черево світліше. На спині та боках присутні темні сідлоподібні пляма — від 10 до 16 шт.

## Спосіб життя
Тримаються на глибинах від 100 до 900 м, на зовнішньому континентальному шельфі та верхніх континентальних схилах. Полюють біля дна, є бентофагами. Живляться дрібною костистою рибою, кальмарами, каракатицями, ракоподібними.
Це яйцекладні акули.
Не є об'єктами промислового вилову.

## Розповсюдження
Мешкають біля узбережжя Австралії.

## Види
- Figaro boardmani  (Whitley, 1928)
- Figaro striatus  Gledhill, Last & White, 2008